# جوناثان ديم
جوناثان ديم (بالإنجليزية: Jonathan Demme)‏ ‏(22 فبراير 1944 - 26 أبريل 2017) مخرج أفلام أمريكي. حاصل على جائزة الأوسكار 1991 كأفضل مخرج عن فيلم صمت الحملان.

## الأعمال

### الأفلام
- ملفن وهاورد (1980)
- صمت الحملان (1991)
- فيلادلفيا (1993)
- ريتشل تتزوج (2008)
- ريكي والوميض (2015)

### المسلسلات
- مسلسل كولمبو (1968 - 2003)
- مسلسل ساترداي نايت لايف (1975)
- مسلسل القتل (2011)
- مسلسل عاموس واندرو (1993)
- مسلسل تبني (2002)

فارق المخرج الأمريكيّ الشهير جوناثان ديمي Jonathan Demme الحياة، بعد معاناة طويلة مع مرض سرطان المريء، عن عمر ناهر الـ 73 عامًا.

## مواقع خارجية
- جوناثان ديم على موقع IMDb (الإنجليزية)
- جوناثان ديم على موقع الموسوعة البريطانية (الإنجليزية)
- جوناثان ديم على موقع روتن توميتوز (الإنجليزية)
- جوناثان ديم على موقع مونزينجر (الألمانية)
- جوناثان ديم على موقع ألو سيني (الفرنسية)
- جوناثان ديم على موقع ميوزك برينز (الإنجليزية)
- جوناثان ديم على موقع تيرنر كلاسيك موفيز (الإنجليزية)
- جوناثان ديم على موقع أول موفي (الإنجليزية)
- جوناثان ديم على موقع بوكس أوفيس موجو (الإنجليزية)
- جوناثان ديم على موقع قاعدة بيانات الأفلام السويدية (السويدية)